# Ascalaphe fils d'Achéron
Pour les articles homonymes, voir Ascalaphe.

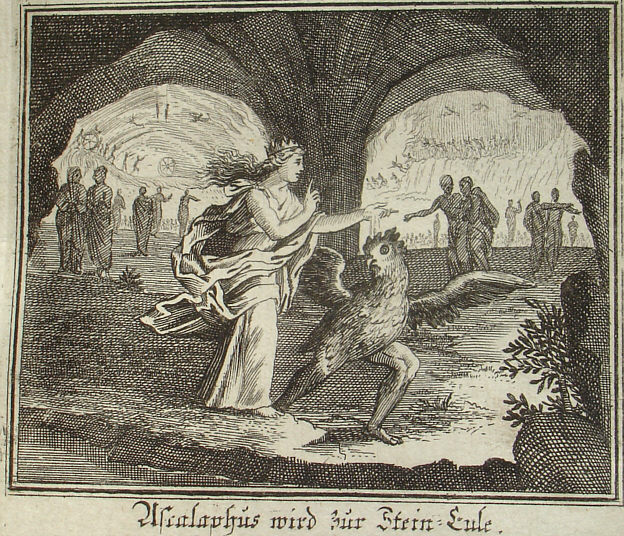
Ascalaphe transformé en hibou, gravure de Johann Ulrich Krauß, 1690.

Dans la mythologie grecque, Ascalaphe (en grec ancien Ἀσκάλαφος / Askálaphos, littéralement « hibou ») est le fils d'Achéron et de la nymphe Orphné ou bien de Gorgyra, ou encore de Styx.
Lors du rapt de Perséphone par Hadès, il prévient le dieu des Enfers que la jeune fille a mangé sept pépins d'une grenade, ce qui l'empêche de retourner définitivement auprès de sa mère Déméter,. Furieuse, cette dernière le transforme en hibou selon Ovide ou, selon le pseudo-Apollodore, jette sur lui un lourd rocher ; il est ensuite délivré par Héraclès lors de sa descente aux Enfers, mais Déméter le transforme alors en hibou, oiseau sous la protection d'Athéna.